# Achromadora pseudomicoletzkyi
Achromadora pseudomicoletzkyi is een rondwormensoort uit de familie van de Cyatholaimidae. De wetenschappelijke naam van de soort is voor het eerst geldig gepubliceerd in 1938 door van der Linde.